# Irací Hassler
Irací Luiza Hassler Jacob (Santiago, 6 de novembro de 1990) é uma engenheira comercial e política chilena. Em 2021 foi eleita como prefeita da comuna de Santiago.

## Biografia
Sua mãe é brasileira (de origem tupi-guaraní, de que também provém o nome «Iraci», que significa 'reino das abelhas') e seu pai é chileno de ascendência suíça. Estudou no Colégio Suíço de Santiago e posteriormente estudou engenharia comercial na Universidade de Chile.
Em 2011 uniu-se às Juventudes Comunistas do Chile, participando ativamente nos protestos estudis de 2011. Nas eleições municipais de 2016 obteve o cargo de vereador pela comuna de Santiago.
Em dezembro de 2020 ganhou as primárias da oposição para participar como candidata a prefeita de Santiago. Nas eleições municipais do 2021 alcançou a prefeitura dessa comuna depois de derrotar Felipe Alessandri, que procurava a reeleição. Deste modo, converteu-se na segunda mulher (após Carolina Tohá) e na primeira militante comunista a conseguir dito cargo político.

## Trajetória eleitoral

### Eleições municipais de 2021
| Candidato                 | Coligação                     | Partido | Votos  | %      | Resultado |
| ------------------------- | ----------------------------- | ------- | ------ | ------ | --------- |
| Felipe Alessandri Vergara | Chile Vamos                   | RN      | 41.328 | 35,28% |           |
| Fernando Neira            | Ecologistas e Independientes  | PEV     | 10.717 | 9,15%  |           |
| Helmut Kramer Angel       | Dignidad Ahora                | PH      | 4.699  | 4,01%  |           |
| Irací Hassler Jacob       | Chile Digno, Verde y Soberano | PCCh    | 45.251 | 38,62% | Prefeita  |
| Boris Arem-vos Cancino    | Unión Patriótica              | UPA     | 1.352  | 1,15%  |           |
| Alfredo Morgado Travezan  | Unidad por el Apruebo         | PPD     | 13.811 | 11,79% |           |